# Biserica Domnească din Curtea de Argeș
Biserica Domnească Sfântul Nicolae din Curtea de Argeș este ctitoria lui Basarab I (1310 - 1352), terminată în anul 1352, în cadrul reședinței voevodale din secolul al XIII-lea. Biserica, monument în cruce greacă înscrisă, de tip complex, este unul din cele mai reprezentative monumente ale arhitecturii românești medievale, fiind cea mai veche ctitorie voievodală din Țara Românească. Picturile murale interioare, deosebit de valoroase, au fost realizate în 1364-1369. Biserica este inclusă pe noua listă a monumentelor istorice: cod LMI AG-II-m-A-13647.01 și în Lista Indicativă UNESCO.

## Istoric
Construcția bisericii a început sub domnia lui Basarab I, fiind continuată de Nicolae Alexandru (1352-1364) și terminată o dată cu pictura murală, păstrată în mare parte până astăzi, sub domnia lui Vlaicu Vodă (1364-1377).

## Arhitectură
Arhitectura bisericii este una de tip bizantin, planul bisericii aparținând tipului „cruce greacă înscrisă”, varianta constantinopolitană, încheiată cu trei abside la răsărit.
Ancadramentele din piatră sculptată ale ferestrelor datează din secolul al XVII-lea, când biserica a fost renovată.
Ctitoria Basarabilor de la Curtea de Argeș e de dimensiuni mari: dreptunghiul în care se înscrie conturul exterior al planului său are 14,55x23,50 m, iar înălțimea, măsurată la vârful acoperișului turlei, atinge 23,00 m. Volumul interior, bine echilibrat, cuprinde trei încăperi distincte: un pronaos îngust (2,80 m), un naos spațios (11,80 x 12,40 m) și altarul compus dintr-o absidă mare, centrală, încadrată de două absidiole. Naosul, încăperea principală și cea mai caracteristică a bisericii, cuprinde în mijloc patru stâlpi, dispuși în plan pe o formă pătrată. Prin intermediul acestora, interiorul este împărțit în trei compartimente lungi, trei nave: una mediană, largă, și două laterale, mai înguste, prelungite fiecare spre răsărit cu câte o absidă.

## Imagini

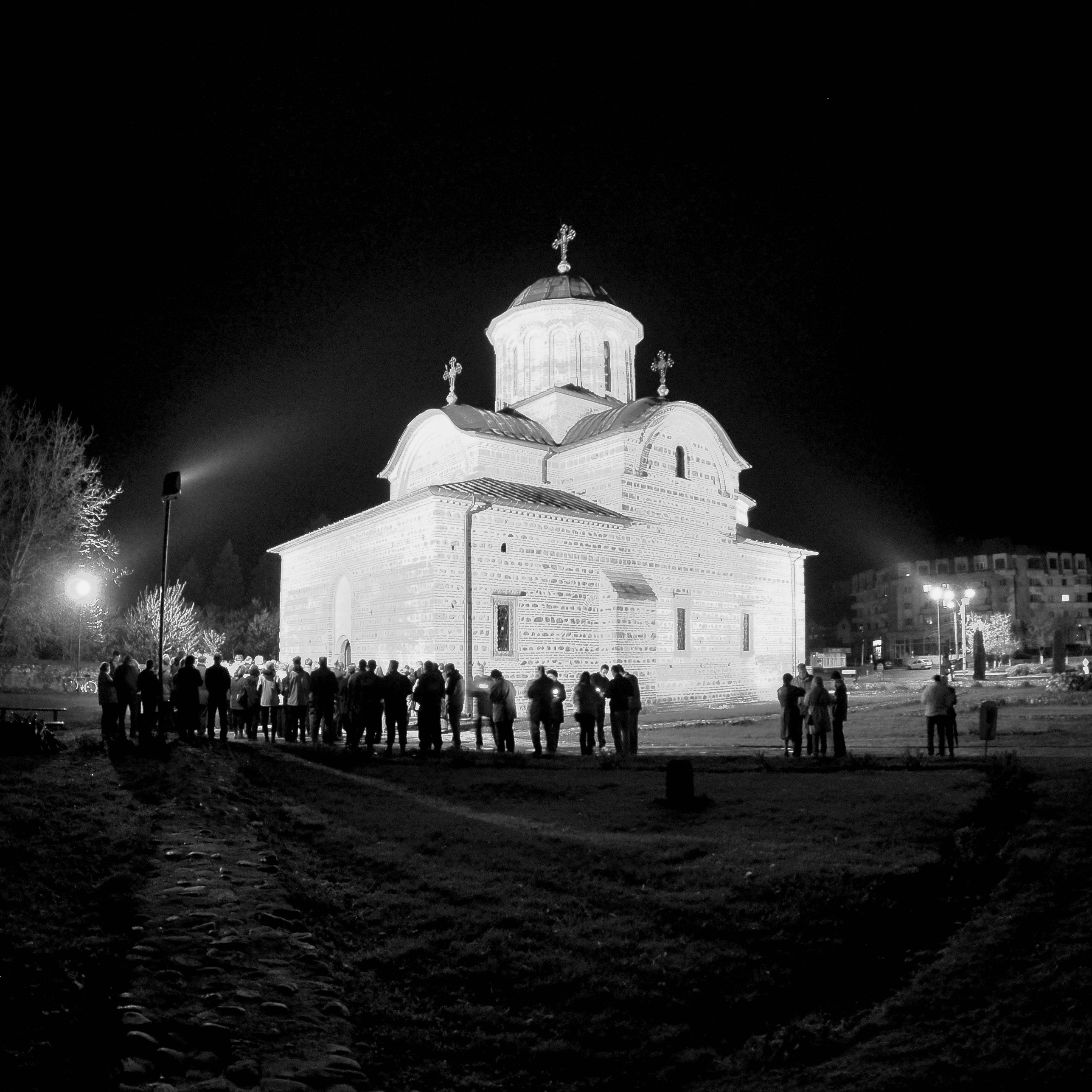
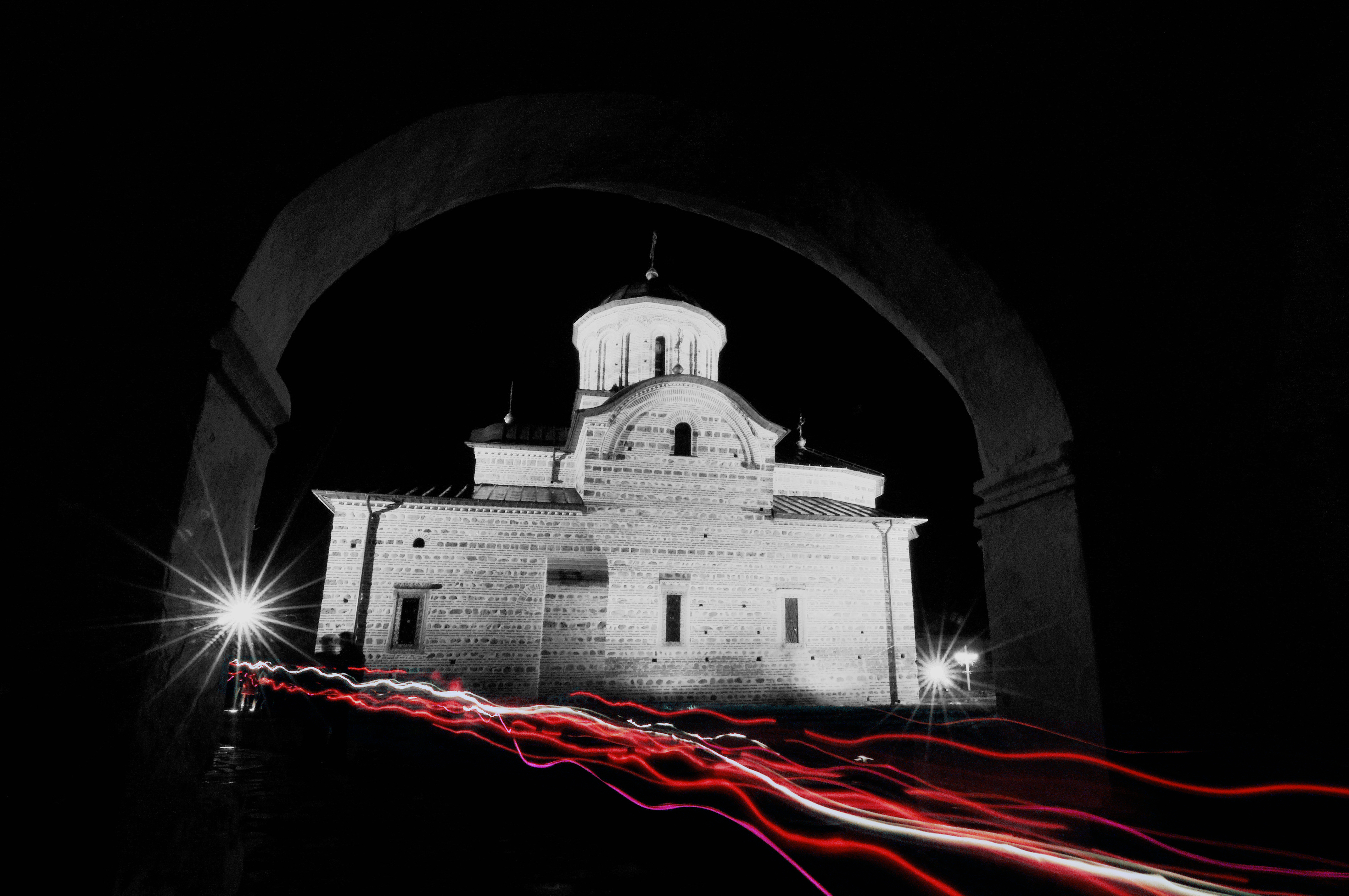
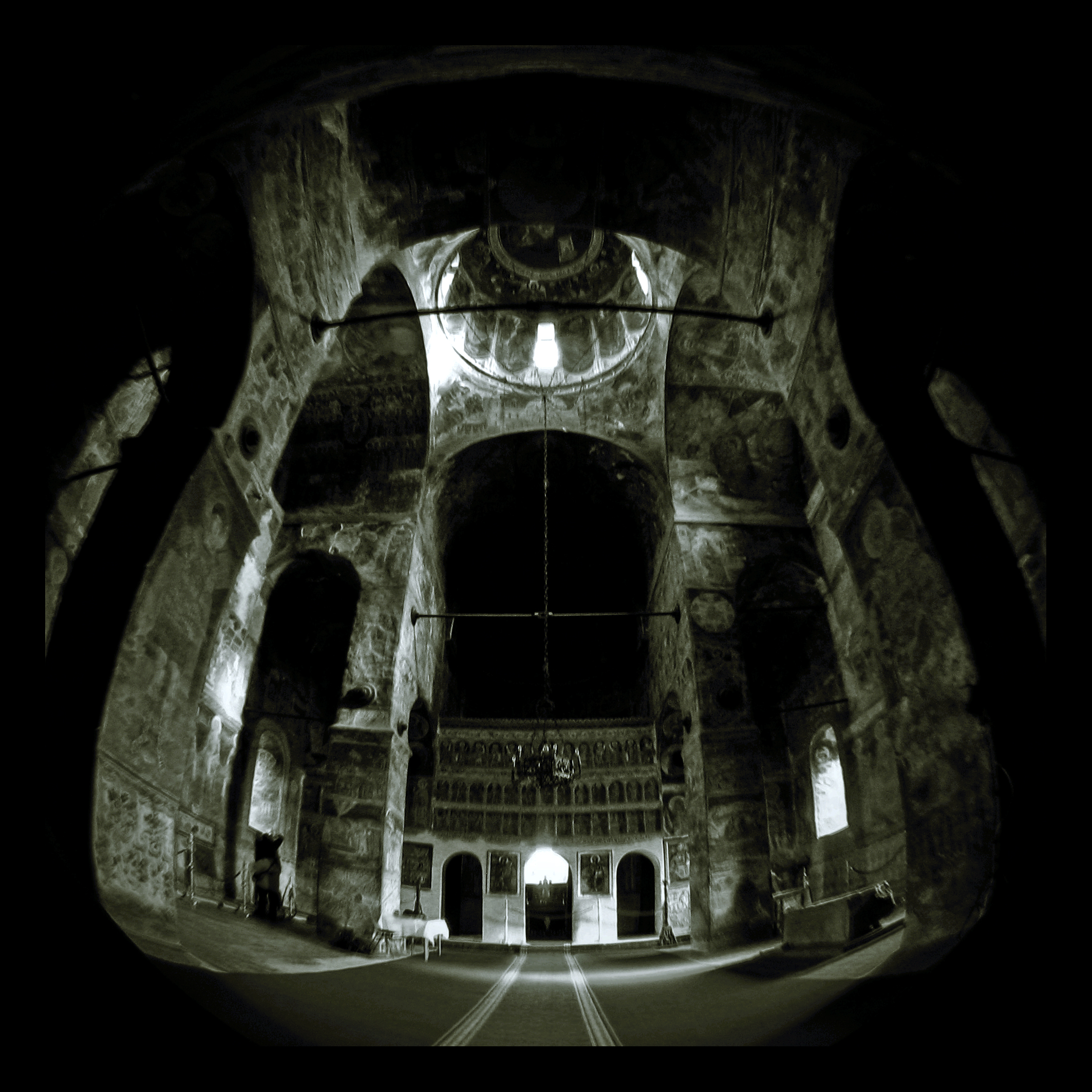
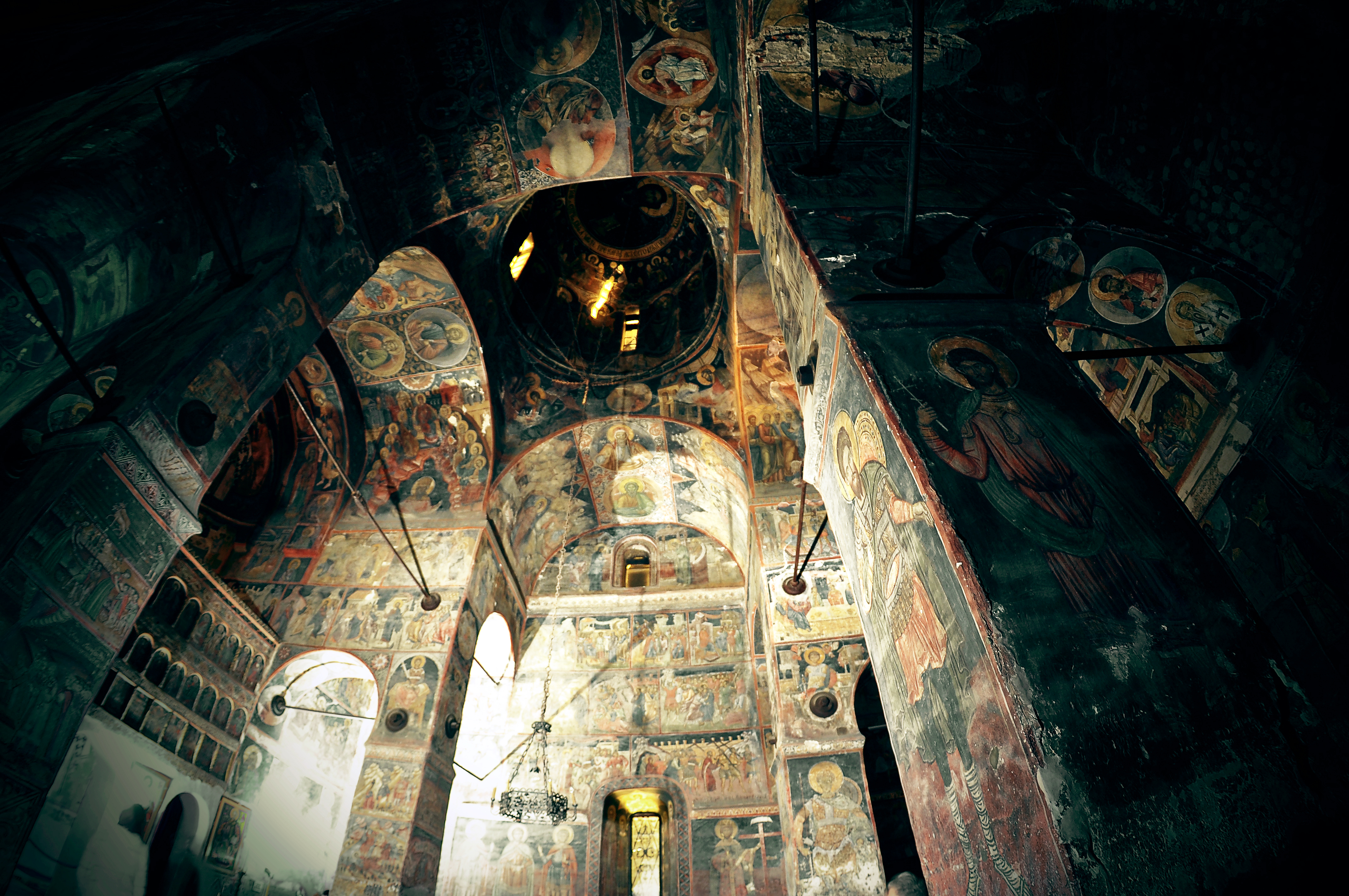
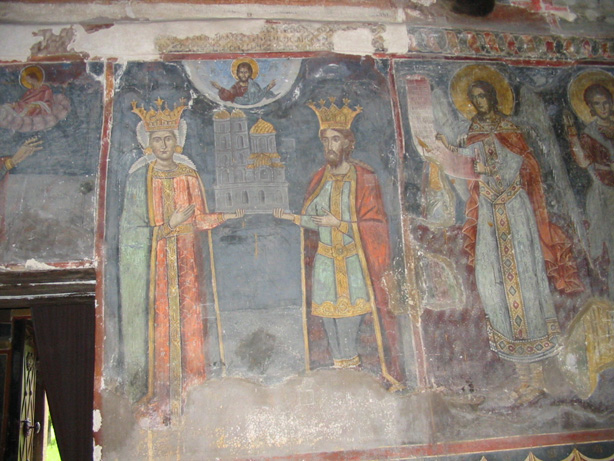
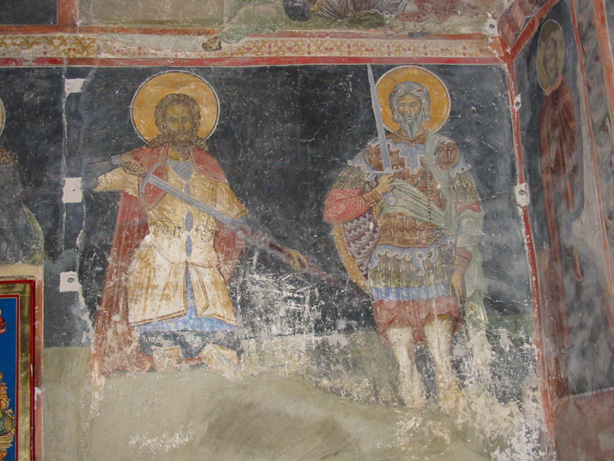
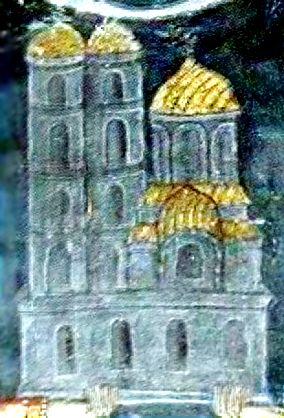
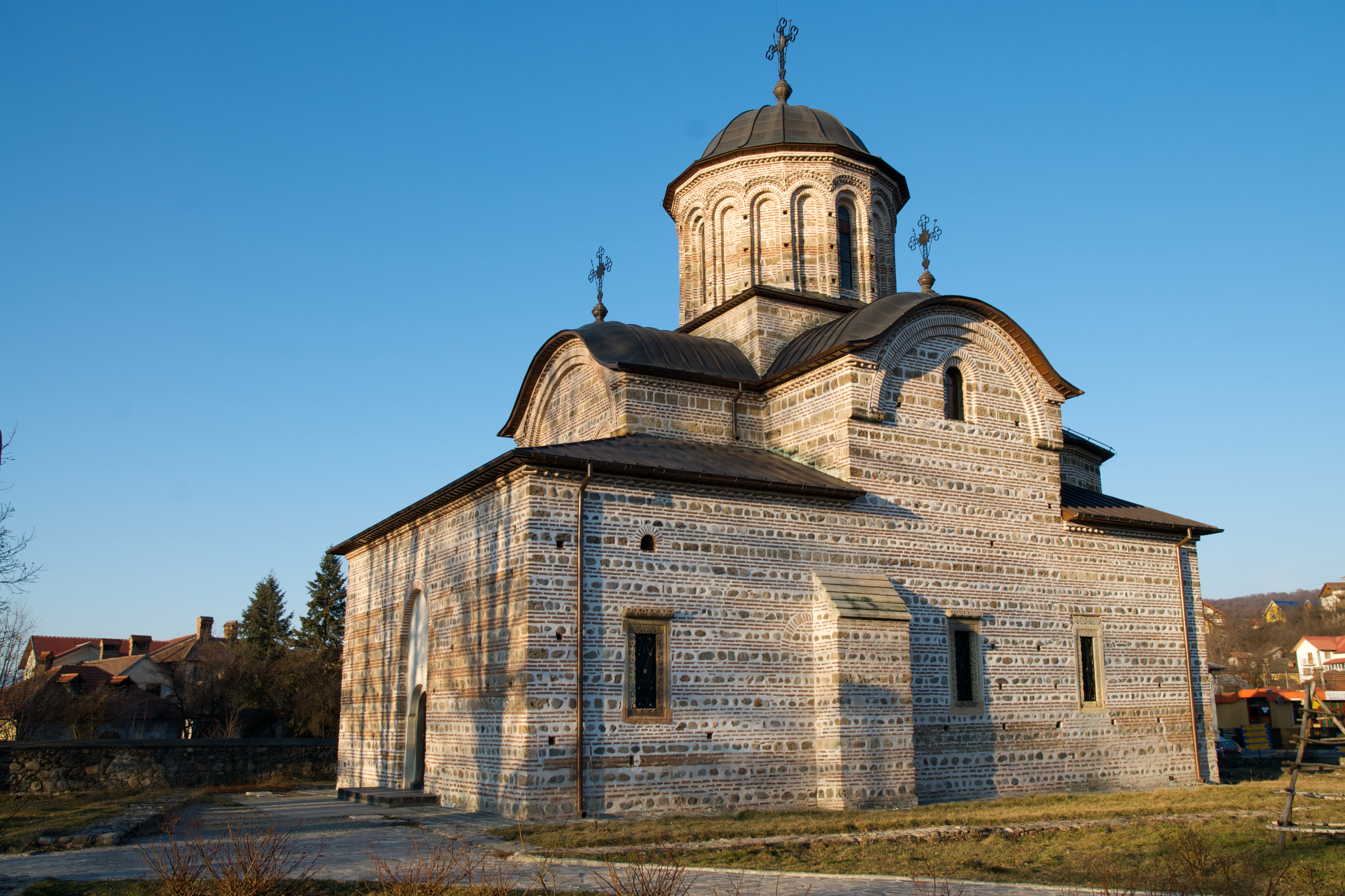
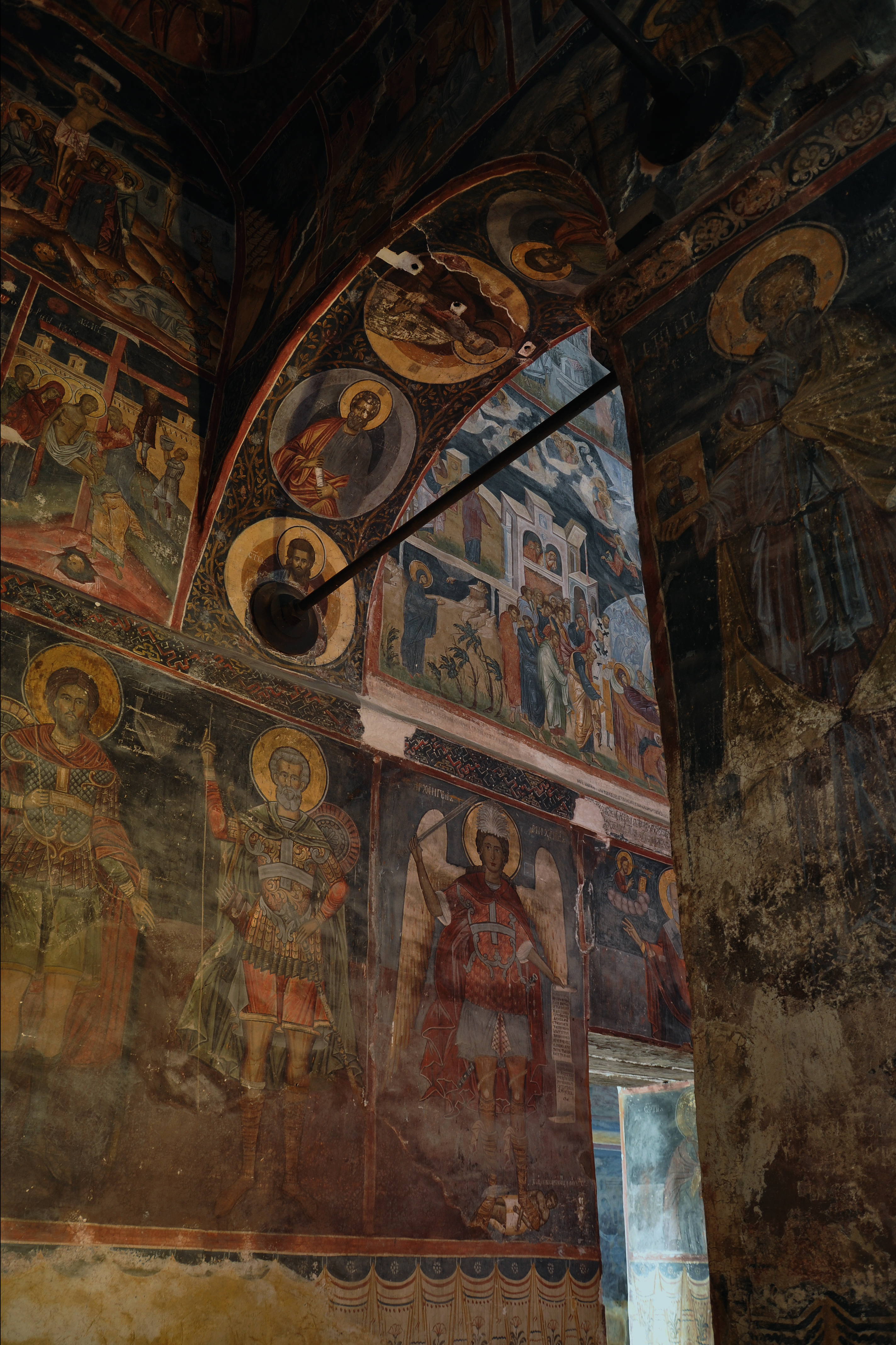
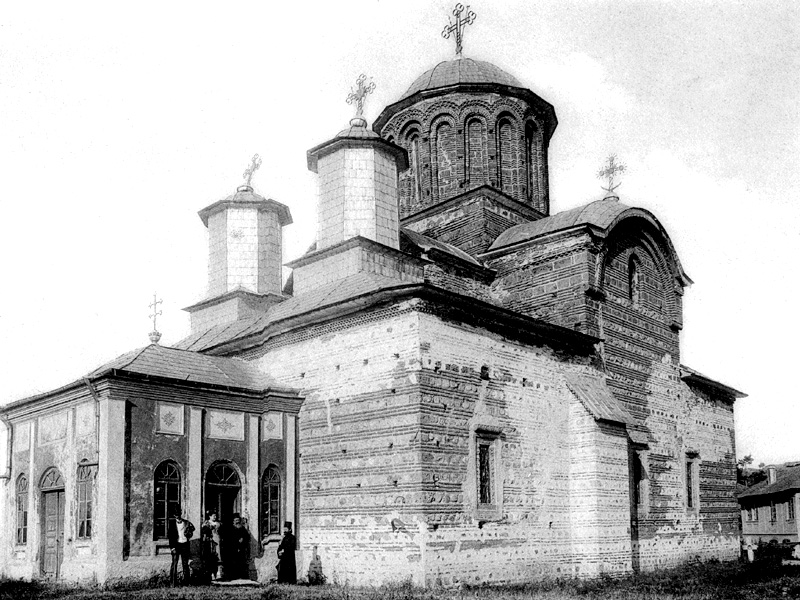